# Nuno Isidro
Nuno Isidro Nunes Cordeiro (A dos Cunhados, 8 de setembro de 1964) é um bispo português da Igreja Católica, atual bispo auxiliar do Patriarcado de Lisboa

## Biografia
Concluiu os estudos teológicos na Universidade Católica Portuguesa de Lisboa e os estudos de espiritualidade na Pontifícia Universidade Gregoriana de Roma. Recebeu a ordenação presbiteral em 1 de julho de 1990 do cardeal António Ribeiro no Mosteiro dos Jerónimos, junto com o futuro Bispo auxiliar Daniel Batalha Henriques e foi incardinado no Patriarcado de Lisboa.
Exerceu os encargos de pároco de Nossa Senhora dos Anjos, Vila Verde dos Francos, de Nossa Senhora da Luz, Carvoeira, e de São Domingos, São Domingos de Carmões entre 1990 e 1996; vigário paroquial de Nossa Senhora da Encarnação, Olalvo, de Santa Quitéria, Meca, de Nossa Senhora das Virtudes, Ventosa, de Nossa Senhora dos Prazeres, Aldeia Galega de Merceana, de Santa Maria Madalena, Aldeia Gavinha, e de São Miguel, Palhacana e vigário adjunto forâneo do Vicariato de Torres Vedras (1993-1996). Em duas oportunidades, foi o diretor espiritual do Seminário São José de Caparide (1998-1999 e 2001-2017), do Seminário Nossa Senhora da Graça de Penafirme (1999-2001) e do Seminário Maior Cristo Rei dos Olivais (2017-2024). Também foi diretor do Departamento de Cultura do Patriarcado (2012-2018); de 2011 a 2024, membro do Capítulo dos Cônegos da Catedral e do Conselho Presbiteral; de 2001 a 2024, foi assistente espiritual dos Auxiliares do Apostolado. Além disse, de 2013 até 2024, foi o vigário-geral do Patriarcado.
Em 14 de junho de 2024, o Papa Francisco nomeou-o bispo auxiliar de Lisboa, com a dignidade de bispo titular de Sebarga.
Recebeu sua ordenação episcopal na Igreja de Santa Maria de Belém, no Mosteiro dos Jerónimos, em Lisboa no dia 21 de julho.. Foi ordenante principal o Patriarca de Lisboa Rui Valério, S.M.M., coadjuvado pelo Cardeal-Patriarca emérito, Manuel Clemente e pelo Prefeito do Dicastério para a Cultura e a Educação, cardeal José Tolentino de Mendonça.